# Stictoptera amboinae
Stictoptera amboinae là một loài bướm đêm trong họ Noctuidae.